# Port lotniczy Fuerte Olimpo
Port lotniczy Fuerte Olimpo (ICAO: SGOL) – jeden z paragwajskich portów lotniczych, zlokalizowany w mieście Fuerte Olimpo.